# Matines de Bruges (histoire)
Pour les articles homonymes, voir Matines brugeoises.
Guerre de Flandre (1297-1305)
Batailles
- Furnes (1297)
- Lille (1297)
- Bruges (1302)
- Courtrai (1302)
- Lille (1302)
- Arques (1303)
- Zierikzee (1304)
- Mons-en-Pévèle (1304)
- Lille (1304)

Les « matines de Bruges » est un terme désignant le massacre, dans la nuit du 18 mai 1302, d'un millier de partisans du roi de France — dont la garnison française logée chez l'habitant — surpris dans leur sommeil par les milices communales flamandes. La dénomination « matines » a été donnée par analogie avec les Vêpres siciliennes. Cette révolte mena à une autre bataille célèbre, la bataille des Éperons d'or, qui opposa les milices flamandes aux troupes françaises le 11 juillet de la même année,.

## Causes
Le roi de France Philippe le Bel, qui vient de conquérir la Flandre en s'emparant de son comte Gui de Dampierre, vient à Bruges en 1301 faire sa Joyeuse Entrée. Après son départ, comble de la provocation, le peuple de Bruges apprend qu'il devra en payer les frais. Pieter de Coninck, figure symbolique de la résistance flamande, proteste contre cette décision, mais le bailli royal le jette en prison avec vingt-cinq autres personnalités brugeoises. L'émeute populaire qui s'ensuit l'en délivre au mois de juillet 1301.
Le gouverneur français Jacques de Châtillon investit alors la ville et bannit Pieter de Coninck. Le tisserand reçoit alors l'appui des fils encore libres du comte Jean de Namur, Gui, et leur neveu Guillaume de Juliers. Cet appui, le changement de camp des bourgeois de Bruges, privés de leur liberté traditionnelle par l'entrée dans le domaine royal et les nouveaux impôts levés par Jacques de Châtillon permettent facilement à Pieter de Coninck de rentrer à Bruges en décembre. Son seul prestige lui permet de faire arrêter le travail des ouvriers chargés du démantèlement des murailles de la ville ordonné par Philippe le Bel.
Début mai 1302, pendant que Jan Breydel (doyen des bouchers de Bruges) s'empare du château de Male avec sept cents Brugeois, il négocie avec le magistrat de la ville l'évacuation des habitants de Bruges et la sauvegarde des bâtiments et maisons. Il allume le feu à des tas de paille pour faire croire aux Français qu'ils ont vaincu la ville et qu'elle est à feu et à sang. Pendant ce même temps il réunit les comtes flamands encore libres pour préparer une bataille qui deviendra célèbre sous le nom de bataille des Éperons d'or. Il échoue à rallier à sa cause Gand où l'oligarchie marchande a repris le pouvoir. Jacques de Châtillon marche à nouveau sur Bruges : les Brugeois doivent se soumettre ou partir.

## Déroulement des événements
Pieter de Coninck, Jan Breydel et plusieurs milliers de Brugeois quittent la ville, laissant entrer le gouverneur français (17 mai 1302). Jacques de Châtillon pénètre dans la ville avec ses soldats, contrairement à l'accord qu'il vient de prendre. Inquiets de leur sort, les Brugeois restés en ville rappellent les exilés. Leur apparition au petit matin du 18 mai devant les murs de la ville (Pieter de Coninck apparaît lui-même à la porte Sainte-Croix en ralliant ses compatriotes au cri de « Vlaenderen den Leeuw ! » - « Flandre le Lion ! ») déclenche le massacre des Français et des leliaerts (les fleurdelisés, partisans des Français). 
Le gouverneur Jacques de Châtillon parviendra à s'enfuir avec une poignée de survivants et de leliaerts, partisans du roi de France.

## Le shibboleth
Les Flamands repèrent les Français grâce à un shibboleth : les Français ne pouvaient pas prononcer correctement « schild en vriend » (« bouclier et ami » en flamand) et se trahissaient donc comme ennemis. L'auteur des Annales Gandenses affirme que le problème de prononciation des Français et des francophones (Franci et Gallici) réside dans l'aspiration au « schild »,. Dans le cas de Bernardus d'Ypres, il semble plutôt s'agir de l'ajout d'un son 'e' avant le 'sk', ce qui correspond mieux à la connaissance du moyen néerlandais : Scilt ende vrient, wat walsch es valsch eyst, slach al doot aurait été transformé en Estric en vrient, wat vat vallet fallet, clacke doot. Sa version, qui varie d'un mot de Jacques van Maerlant, semble un peu longue pour un cri de guerre. Enfin, une troisième source, Gilles Le Muisit, confirme qu'il s'agit de la prononciation de « schild en vriend ».
Une explication orale alternative, apparue plusieurs siècles plus tard, tente de lui donner une explication sémantique. Plutôt que « bouclier et ami », les rebelles auraient en fait demandé qui était l'ami des guildes (génitif : des gilden vriend, ou 's gilden vriend). Cette explication serait incorrecte linguistiquement (le génitif du féminin 'gilden' donne 'der gilden vriend') et qui, de plus, se trompe sur le rôle des guildes (à Bruges, le mot désignait la guilde des marchands, qui prenait parti contre les artisans).

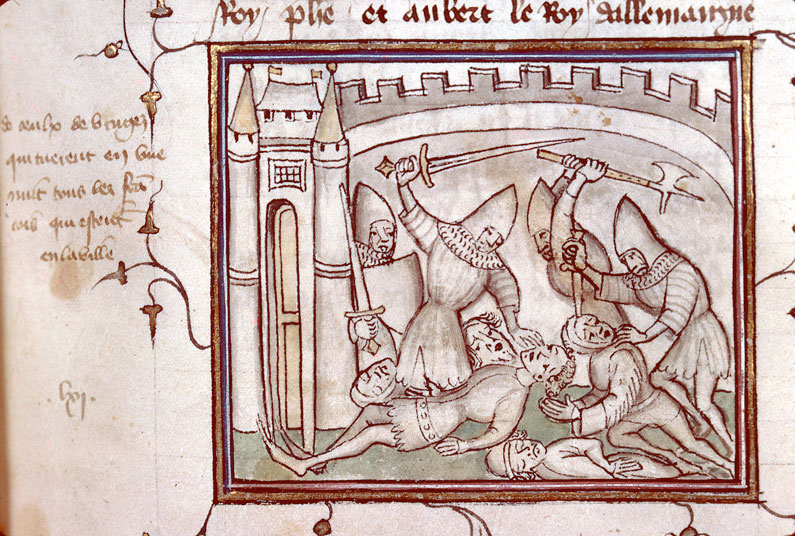
Auteur : Maître du Policratique de Charles V - Intitulé marginal : 'de ceulx de bruges qui tuerent en une nuit tous lez francois qui estoient en la ville'

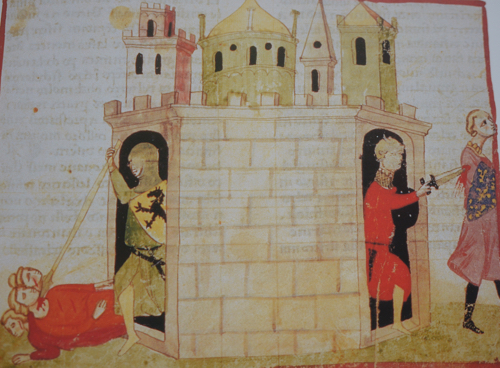
Giovanni Villani - nuova cronica